# 24 Hores de Montjuïc 1958
L'edició de 1958 de les 24 Hores de Montjuïc fou la 4a d'aquesta prova, organitzada per la Penya Motorista Barcelona al Circuit de Montjuïc el cap de setmana del 5 i 6 de juliol.

## Classificació general
| Posició | Pilot 1            | Pilot 2          | Motocicleta | Voltes | Km        |
| ------- | ------------------ | ---------------- | ----------- | ------ | --------- |
| 1       | Giuseppe Mandolini | Paolo Maranghi   | Ducati 125  | 586    | 2.224,736 |
| 2       | Franco Farnè       | Francesco Villa  | Ducati      | 575    | 2.182,907 |
| 3       | Ricard Fargas      | Caralt           | Ducati      | 571    | 2.167,577 |
| 4       | J. L. Cobos        | Aragonès         | Ducati      | 560    | 2.124,900 |
| 5       | Enzo Rippa         | Ettore Scamandri | Ducati      | 557    | 2.113,598 |
| 6       | Paco Tombas        | Simó Pou         | Derbi       | 537    | 2.036,177 |
| 7       | Antoni Agramunt    | Pere Pi          | Derbi       | 534    | 2.026,907 |
| 8       | Martin Randaxhe    | Albert           | Adlert      | 513    | 1.946,078 |
| 9       | Santos             | Jaume Bordoy     | Mòndial     | 507    | ?         |
| 10      | Sayol              | Panadès          | Derbi       | 505    | 1.915,947 |

1. ↑  Velocitat mitjana: 92,697 km/h.

## Guanyadors per categories

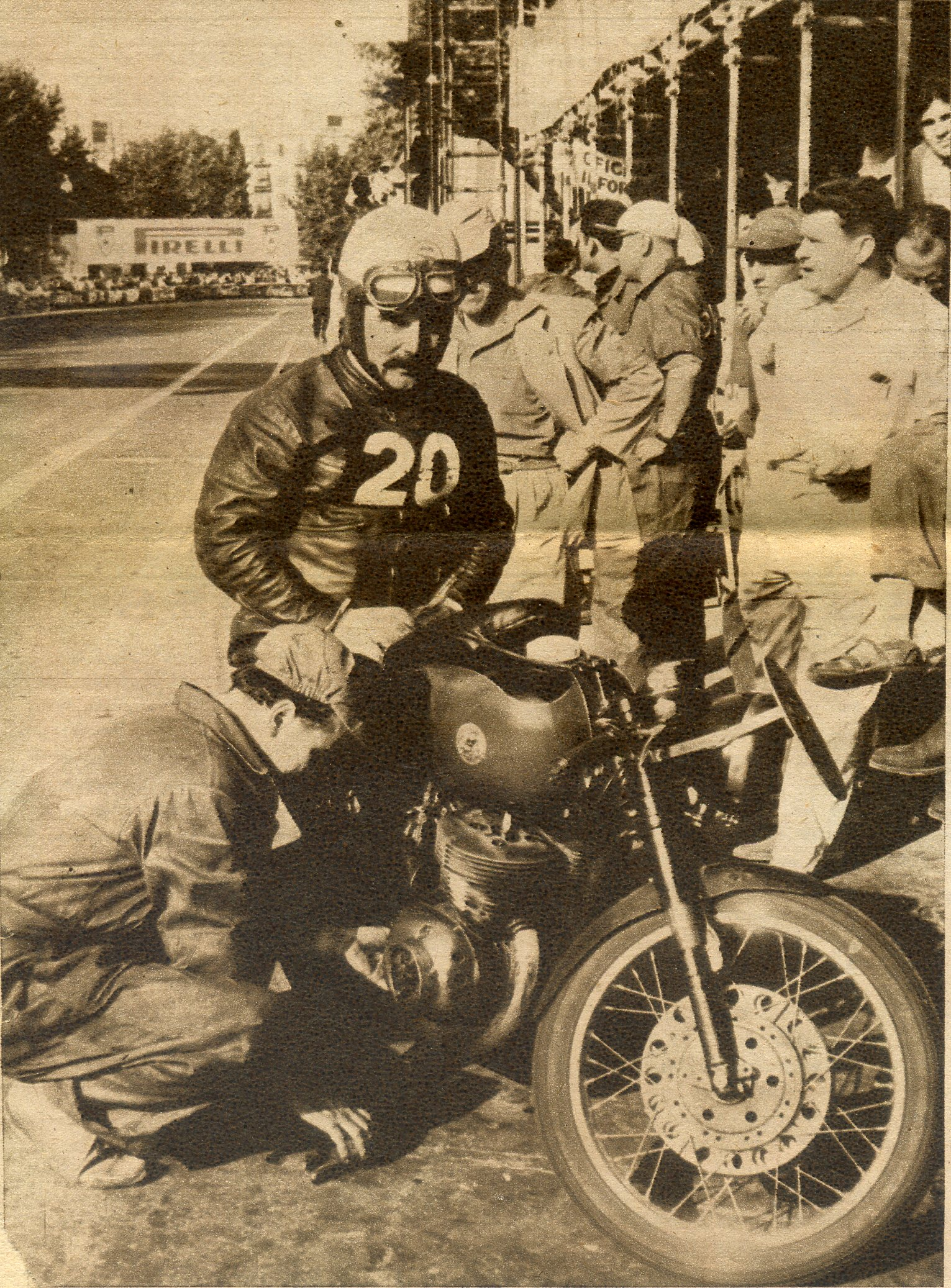
Simó Pou (Derbi 350) durant un relleu de la prova

### Motocicletes esportives
| Categoria | Pilot 1            | Pilot 2        | Motocicleta | Voltes | Km        |
| --------- | ------------------ | -------------- | ----------- | ------ | --------- |
| 125 cc    | Giuseppe Mandolini | Paolo Maranghi | Ducati      | 586    | 2.224,736 |
| 250 cc    | J. L. Cobos        | Aragonès       | Ducati      | 560    | 2.124,900 |
| +250 cc   | Paco Tombas        | Simó Pou       | Derbi       | 537    | 2.036,177 |

### Motocicletes turisme
| Categoria | Pilot 1         | Pilot 2 | Motocicleta | Voltes | Km        |
| --------- | --------------- | ------- | ----------- | ------ | --------- |
| 100 cc    | Puig            | Monleón | Derbi       | ?      | 1.748,019 |
| 125 cc    | Cauca           | Medina  | Montesa     | ?      | 1.888,671 |
| 175 cc    | Peix            | Carrera | Rekord      | ?      | 1.686,400 |
| 250 cc    | Faura           | Salas   | Roa         | ?      | 1.888,839 |
| +250 cc   | Antoni Agramunt | Pere Pi | Derbi       | 534    | 2.026,907 |

## Trofeus addicionals
| Trofeu                                     | Guanyadors                                   |
| ------------------------------------------ | -------------------------------------------- |
| Trofeu Juan Antonio Samaranch Esportives   | Giuseppe Mandolini - Paolo Maranghi          |
| Trofeu Juan Antonio Samaranch Turístiques  | Antoni Agramunt - Pere Pi                    |
| IV Trofeu "Centauro" de El Mundo Deportivo | Ducati (Giuseppe Mandolini - Paolo Maranghi) |